# Argyroeides flavicincta
Argyroeides flavicincta là một loài bướm đêm thuộc phân họ Arctiinae, họ Erebidae.